# Долна-Студена
Долна-Студена (болг. Долна Студена) — село в Болгарии. Находится в Русенской области, входит в общину Ценово. Население составляет 833 человека.

## Политическая ситуация
В местном кметстве Долна-Студена, в состав которого входит Долна-Студена, кмет (старосты) был выбран 11 марта 2012.
Кмет (мэр) общины Ценово — д-р Петър Георгиев Петров: (Национальное движение «Симеон Второй» (НДСВ), по результатам выборов.